# إرماك أريسي
إرماك أريسي (بالتركية: Irmak Arıcı) هي مغنية تركية، ولدت في يوم 17 أكتوبر 1995 في جانقري في تركيا. بدأت الغناء في سنة 2019 ونالت أغانيها شعبية كبيرة خلال فترة قصيرة.